# تجاوز جنسی با فریب
تجاوز جنسی با فریب (به انگلیسی: Rape by deception) وضعیتی است که در آن متجاوز قربانی را فریب می‌دهد تا در یک رابطه جنسی شرکت کند، اگر فریب نبود رضایت نمی‌داد. فریب می‌تواند به اشکال مختلفی مانند اظهارات یا اعمال نادرست رخ دهد.

## موارد قابل توجه

### انگلستان
در حقوق انگلیس، دادگاه استیناف در آر وی لینکر [۱۹۹۵] ۳ همه گزارش‌های حقوقی انگلستان ۶۹ ۷۳ حکم داد که مبنای چنین ادعاهایی «بسیار محدود» است و حکم می‌دهد که امتناع از پرداخت هزینه خدمات جنسی یک کلاهبرداری است، نه تجاوز. مواردی که نشان دهنده قانون رضایت مندرج در قانون جرایم جنسی ۲۰۰۳ است شامل R v آسانژ (معروف به آسانژ علیه مقام دادستانی سوئد)  (اگر رضایت رابطه جنسی مشروط به استفاده از کاندوم در حین مقاربت باشد، و این شرط عمداً نادیده گرفته شود، می‌توانست به تجاوز جنسی تعبیر شود)، R(F) v DPP (اگر عمل جنسی به نحوی انجام شد که شرطی را که قبلاً توافق شده بود زیر پا گذاشته شود)، و R v McNally (فریب از نظر جنسیت).
سه مورد قابل توجه که در رابطه با این موضوع به وجود آمد:
- رسوایی روابط پلیس مخفی بریتانیا در سال ۲۰۱۱، بود که در آن افسران پلیس با جعل هویت خود، به عنوان بخشی از وظایف خود، رابطه جنسی برقرار کردند. دادستان‌های سلطنتی از پیگرد قانونی خودداری کردند زیرا از نظر قانونی، این اقدامات تجاوز به عنف محسوب نمی‌شد، زیرا با رضایت و اطلاع‌رسانی انجام شده بود و زمینه‌های تعبیر تجاوز جنسی از طریق فریب از نظر هویت بسیار محدود بود.[۵][۶]
- در نوامبر ۲۰۱۵، قاضی بریتانیایی راجر داتون، یک زن ۲۵ ساله به نام گیل نیولند را به دلیل تظاهر به مرد بودن به عنوان وسیله‌ای برای برقراری رابطه جنسی با زنی همسن و سال خود به هشت سال زندان محکوم کرد. نیولند قربانی زن خود را با فریبکاری به این باور رسانده بود که او مرد است و بیش از ۱۰ بار با استفاده از آلت مصنوعی با فریب با او رابطه جنسی برقرار کرده بود. قربانی نیولند وقتی متوجه می‌شود که «دوست پسر» او در واقع زن است، شوکه شده و در دادگاه چستر کراون به هیئت منصفه شهادت داد که ترجیح می‌داد توسط مردی مورد تجاوز قرار می‌گرفت تا در این رابطه جنسی شرکت می‌کرد.[۷][۸] دادگاه تجدید نظر نیولند در اکتبر ۲۰۱۶ به این دلیل که قاضی داتون رای غیرقانونی داده شروع شد.[۹] اما او دوباره مجرم شناخته شد[۱۰] و در[۱۱] ژوئیه ۲۰۱۷ به شش سال و نیم حبس محکوم شد.
- در سپتامبر ۲۰۱۹، جیسون لارنس، متجاوز زنجیره‌ای، برای یکی از محکومیت‌های خود، که در آن به قربانی قبل از برقراری رابطه جنسی گفته بود که وازکتومی کرده است، تجدید نظر خواهی نمود، اما پس از آن اعتراف کرد که این موضوع نادرست است. گزارش شده است که این محکومیت تجاوز جنسی با فریب اولین مورد در نوع خود در بریتانیا است.[۱۲] در ژوئیه ۲۰۲۰، دادگاه استیناف حکم داد که فریب در مورد باروری رضایت جنسی را مخدوش نمی‌کند و حکم لارنس در محکومیت تجاوز را لغو کرد.[۱۳]

### ایالات متحده

#### ماساچوست
در سال ۲۰۰۸، یک زن ماساچوستی، شکایت نمود که ناآگاهانه با برادر دوست پسرش در زیرزمین تاریکی که او در آن خوابیده بود، رابطه جنسی برقرار کرده. اما نتیجه این شد که او را نمی‌توان تحت پیگرد قانونی قرار داد زیرا قانون ماساچوست ایجاب می‌کند که تجاوز جنسی شامل استفاده از زور باشد. پیتر کوتوجیان، نماینده مجلس ایالتی ماساچوست، در پاسخ به این مورد، قانون تجاوز به عنف را تدوین کرد. با این حال، تصویب نشد زیرا قانونگذاران این قانون را بسیار گسترده تشخیص دادند.

#### کالیفرنیا
در ۳۰ مارس ۱۹۸۴، دانیل کیتون بورو با یک مسافرخانه در سانفرانسیسکو جنوبی تماس گرفت. ماریانا دی بلا یک کارمند هتل بود که آن روز صبح به تلفن پاسخ داد. بورو به دی بلا گفت که او «دکتر استیونز» است و در بیمارستان پنینسولا کار می‌کند. بورو (که تظاهر به «دکتر استیونز» می‌کند) گفت که نتایج آزمایش خون او را گرفته است و او به دلیل استفاده از توالت‌های عمومی به یک بیماری خطرناک، بسیار عفونی و احتمالاً کشنده مبتلا شده است. بورو در ادامه به او گفت که می‌توان از او به دلیل گسترش بیماری شکایت کرد و او تنها دو گزینه برای درمان دارد. اولین گزینه یک روش جراحی بسیار دردناک بود (که او با جزئیات گرافیکی و عجیب توضیح داد) که هزینه آن ۹۰۰۰ دلار است و نیاز به بستری شش هفته‌ای در بیمارستان دارد که تحت پوشش بیمه قرار نمی‌گیرد. بورو گفت، گزینه دوم این بود که با یک «اهداکننده» ناشناس که واکسن را از طریق آمیزش جنسی به او تزریق می‌نماید، آمیزش جنسی داشته باشد. کارمند با این آمیزش موافقت کرد و با این تصور که تنها انتخابی بود که داشت ۱۰۰۰ دلار برای آن پرداخت کرد. بورو به او دستور داد که وارد اتاق هتل شود و در آنجا با او تماس گرفته خواهد شد. بورو سپس به عنوان «اهداکننده» وارد اتاق او شد. بورو به او گفت استراحت کند و سپس با دی بلا رابطه جنسی داشت. بورو از هیچ نیروی فیزیکی استفاده نکرد و قربانی او آگاهانه اجازه داد تا با او رابطه جنسی برقرار کند، زیرا او معتقد بود (به دروغ) در صورت عدم دریافت این «درمان» جانش در خطر است.
بورو مدت کوتاهی پس از ورود پلیس در پی تماس مدیر قربانی در هتل دستگیر شد. او طبق قوانین مختلف کالیفرنیا به تجاوز جنسی، دزدی و سرقت بزرگ متهم و در دادگاه محکوم شد. با این حال، محکومیت او برای تجاوز بعداً توسط دادگاه کالیفرنیا به این دلیل لغو شد که کالیفرنیا فاقد قانونی برای القای متقلبانه کسی به رابطه جنسی است. با این حال، محکومیت او به دلیل سرقت متقلبانه با کلاهبرداری ۱۰۰۰ دلار از قربانی خود لغو نشد.
قانونگذار کالیفرنیا متعاقباً قانون تجاوز جنسی را در سال ۱۹۸۶ اصلاح کرد تا شامل این شود که تجاوز جنسی در واقع زمانی رخ می‌دهد که قربانی از ویژگی‌های اصلی عمل (رابطه جنسی) به دلیل اظهار تقلبی مرتکب مبنی بر اینکه عمل جنسی برای یک هدف حرفه‌ای بوده است، آگاه نیست.
بورو سه سال بعد دوباره به خاطر همین نقشه دستگیر شد. این بار او بر اساس قانون اصلاح شده کالیفرنیا به تجاوز جنسی محکوم شد. اعتقاد بر این بود که بورو از این طرح برای تجاوز به ده‌ها زن در طول سالیان متمادی استفاده کرده بوده است.
در نوروالک، کالیفرنیا، در ۲۰ فوریه ۲۰۰۹، جولیو مورالس پس از اینکه دوست پسرش را دید، مخفیانه وارد اتاق خواب تاریک یک زن ۱۸ ساله شد. این زن گفت که با احساس اینکه کسی با او رابطه جنسی دارد از خواب بیدار شد و تصور کرد دوست پسرش است. وقتی یک پرتو نور به صورت مورالس اصابت کرد و زن دید که او دوست پسر او نیست، به مقابله پرداخت و مورالس فرار کرد. این زن به دوست پسرش اطلاع داد و او با پلیس تماس گرفت. خولیو مورالس بر اساس دو مفهوم به تجاوز جنسی محکوم شد. او مقصر تجاوز جنسی بود زیرا در حالی که زن هنوز خواب بود شروع به رابطه جنسی نموده بود و بنابراین رضایتی وجود نداشت. او همچنین به دلیل اینکه دوست پسر زن را جعل کرده بود تا رضایت او را جلب کند، به تجاوز جنسی متهم بود. با این حال، یک دادگاه استیناف حکم داد که دادگاه بدوی قانون ۱۸۷۲ را که تجاوز به عنف را، از طریق کلاهبرداری جرم می‌داند، اشتباه کرده است. قانون می‌گوید مردی که برای جلب رضایت او هویت شوهر زنی را جعل کند، مجرم تجاوز جنسی از طریق کلاهبرداری است. زن در این مورد ازدواج نکرده بود و مورالس خود را به جای دوست پسر قرار داده بود نه شوهرش. به دلیل همین نکته فنی، دادگاه استیناف محکومیت خولیو مورالس به تجاوز به عنف را رد نمود. این داستان در فیلم People vs. مورالس در سال ۲۰۱۳ به تصویر کشیده شده است.
برای بستن این شکاف در قانون تجاوز جنسی در کالیفرنیا، کاتچو آچاجیان، نماینده مجلس (R-San Luis Obispo) – در سال ۲۰۱۱ سعی در ارائه لایحه مشابهی داشت – لایحه ۶۵ مجلس و سناتور نورین ایوانز (D-Santa Rosa) لایحه ۵۹ سنا را معرفی کردند. این دو لایحه به سرعت بدون یک رای مخالف در هر دو مجلس تصویب شدند و در ۹ سپتامبر ۲۰۱۳ توسط فرماندار جری براون امضا شد. مورالس بعداً بر اساس قانون جدید دوباره محاکمه شد و به دلیل خواب بودن زن مجدداً به سه سال در زندان ایالتی محکوم شد که قبلاً آن را سپری کرده بود. او همچنین باید تا پایان عمر خود به عنوان مجرم جنسی ثبت نام کند.

### اسرائیل
یک سابقه قانونی در اسرائیل که رابطه جنسی با فریب را به عنوان تجاوز طبقه‌بندی می‌کند، توسط دادگاه عالی در محکومیت مردی در سال ۲۰۰۸ ایجاد شد. او خود را به جای مقام دولتی معرفی کرده و با وعده مزایای دولتی زنان به داشتن رابطه جنسی با او متقاعد می‌شدند. مرد دیگری به نام اران بن آوراهام خود را به زنی جراح مغز و اعصاب معرفی کرده بود و از این راه رابطه جنسی برقرار نموده بود، به کلاهبرداری محکوم شد.
در سال ۲۰۱۰، محکومیت به تجاوز جنسی با فریب توجه بین‌المللی را به خود جلب کرد، زمانی که برای اولین بار گزارش شد که مردی بنام صبار کاشور، یک مسلمان عرب اسرائیلی ساکن اورشلیم که متأهل و دارای دو فرزند در عرض ده دقیقه پس از اولین ملاقات، زنی را فریب داده و طبق کیفرخواست اصلاح‌شده، در مورد یهودی بودن، مجرد بودن و علاقه‌مند بودنش دروغ گفته است. در یک رابطه طولانی مدت (در مصاحبه‌های بعدی، مرد بعداً ادعاهایی مبنی بر دروغگویی خود را رد کرد، اما چنین انکارهایی در دادخواست او ذکر نشد.) با این حال، بعداً گزارش شد که این اتهام در واقع نتیجه معامله با متهم در مورد کیفر خواست اولیه بوده است که در آن اتهام تجاوز به زور بوده که سوابق آن توسط قاضی برای محافظت از هویت قربانی مهر و موم شده است. از بازجویی متقابل او خودداری شد (به گفته یکی از قاضی‌ها، رابطه جنسی توافقی بود.) وکیل مدافع پس از مدتی حبس و حبس خانگی متهم، در سال ۲۰۱۰ با کاهش اتهام تجاوز به عنف به فریب، توافق کرده و حبس ۱۸ ماهه را پذیرفت. جزئیاتی که بعداً از طبقه‌بندی خارج شد نشان داد که اتهام اولیه تجاوز به عنف خشونت‌آمیز بود، اما دادستان با کاهش اتهام تجاوز به عنف به تجاوز از طریق فریب موافقت کرد، زیرا گزارش گیج شده قربانی و نگرانی از مواجهه او با دادگاه دیگری مشکل ایجاد کرده بود. آنها همچنین نشان دادند که این زن از نظر عاطفی آشفته بود و سابقه سوء استفاده جنسی داشته. دادگاه قربانی را برای مداوا به بیمارستان روانی فرستاد و کاشور را با اتهامی کمتر محکوم کرد. دادستان‌ها برای اینکه زن را از بازجویی طولانی مدت که ممکن بود شواهد او را تضعیف کند، با توافق مجازات موافقت کردند. وکیل مدافع از این حکم به دیوان عالی کشور درخواست تجدیدنظر داد و دادگاه این حکم را به تعویق انداخت و کاشور را از حبس خانگی آزاد کرد. در سال ۲۰۱۲، این حکم توسط دیوان عالی کشور به ۹ ماه کاهش یافت.

## افراد تغییر جنسیت داده
بحث‌های زیادی در مورد موضوع تراجنسیتی‌ها وجود دارد که با شرکای خود رابطه جنسی دارند که از هویت ترنس او بی خبرند و اینکه آیا این به عنوان تجاوز جنسی با فریب طبقه‌بندی می‌شود. یک بحث این است که اگر یک تراجنسیتی جنسیت بیولوژیکی خود را از شریک جنسی خود پنهان کند که در صورت آگاهی از هویت واقعی او رضایت خود را لغو می‌کند، با تعریف تجاوز جنسی با فریب در کشورهایی مانند بریتانیا و اسرائیل مطابقت دارد. بر اساس مقاله ای از فلورانس اشلی، عضو هیئت علمی دانشکده حقوق دانشگاه تورنتو، برخی دیگر می‌گویند که «استدلال‌های علیه این جرم انگاری بر واقعی بودن جنسیت افراد ترنس متمرکز شده است: از آنجایی که مردان ترنس مرد هستند و زنان ترنس زنان، برای آنها گمراه کننده نیست.» اشلی به‌طور خاص بر روی فقدان قصد بدخواهانه افراد ترنس برای فریب دادن در این برخوردها تمرکز می‌کند. با این حال، محدودیت‌هایی برای این موقعیت وجود دارد و به‌طور کامل آنچه را اشلی «آشفتگی» تجربیات جنسیتی می‌نامد، توضیح نمی‌دهد. علاوه بر این، بحث در مورد اینکه چه چیزی باعث می‌شود یک فرد تراجنسیتی به‌طور کامل عوامل را به مکالمه پیرامون تجاوز فریبنده تبدیل کند. برخی ممکن است بر این باور باشند که تراجنسی‌های پس از عمل جراحی به دلیل داشتن ویژگی‌های جنسی کاملاً تغییر یافته که تفاوت قابل‌توجهی با یک مرد یا زن بیولوژیکی ندارند، از ادعای تجاوز جنسی با فریب معاف هستند.

## یادداشت
1. ↑  R v Assange in this instance should not be confused with a 1996 Australian case by that name relating to unauthorized computer use.[۴]